# Efeito Siunyáiev-Zeldóvich
Efeito Siunyáiev-Zeldóvich (frequentemente abreviado como efeito SZ) é o resultado de elétrons de alta energia que distorcem a radiação cósmica de fundo em micro-ondas (CMB) através de espalhamento Compton inverso, em que os fótons de baixa energia da radiação de fundo recebem um aumento médio de energia durante a colisão com os elétrons de aglomerados de alta energia. Distorções observadas do espectro de fundo de micro ondas cósmico são usadas para detectar as perturbações de densidade do universo. Usando o efeito Siunyáiev-Zeldóvich, foram observados densos aglomerados de galáxias.